# Jay Pharoah

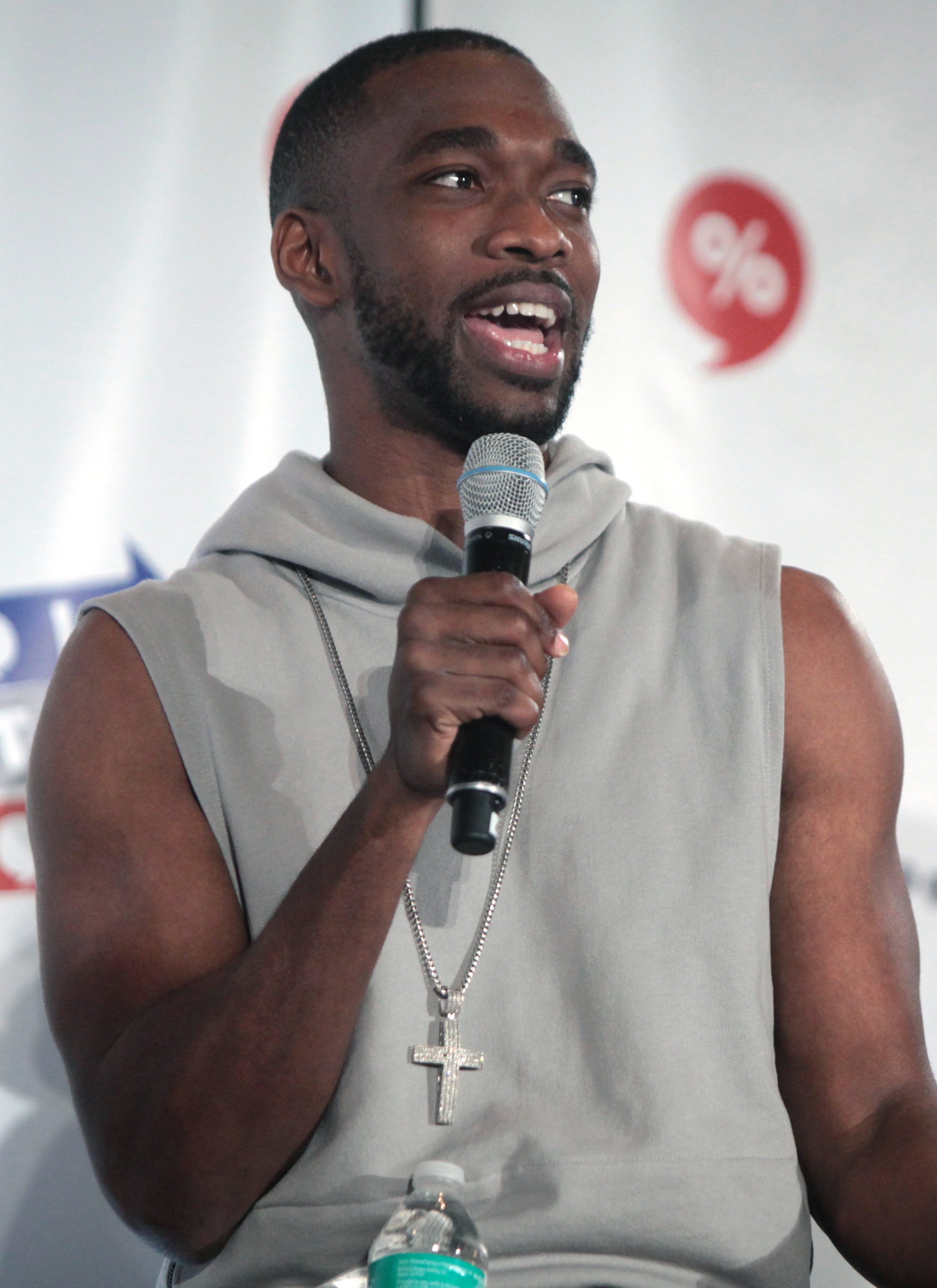
Jay Pharoah (2016)

Jared Antonio Farrow (* 14. Oktober 1987 in Chesapeake, Virginia) ist ein US-amerikanischer Schauspieler und Stand-up-Comedian.

## Karriere und Leben
Pharoah begann im Alter von sechs Jahren mit Imitationen und nennt Gilbert Gottfrieds Figur in Aladdin, Iago, als seine erste Stimme. Er erklärt: "Mein Vater hat mich ein paar Monate später zu einem Talentwettbewerb geschickt, und ich habe den fünften Platz belegt."
Im Jahr 2005 machte Pharoah seinen Abschluss an der Indian River High School in Chesapeake. Eine seiner Figuren, Rektor Daniel Frye, ist stark vom ehemaligen Rektor der IRHS, James Frye, beeinflusst. Pharoah studierte anschließend Wirtschaft am Tidewater Community College und an der Virginia Commonwealth University.
Pharoah tritt seit seinem 15. Lebensjahr mit Stand-up-Comedy in Gemeinschaftstheatern und Comedy-Clubs in Virginia auf. Er tourte zeitweise mit Corey Holcomb und Charlie Murphy.
Er wurde bekannt für seine vielen Prominenten-Imitationen, darunter Barack Obama, Will Smith, DMX, Jay-Z, 50 Cent, Eddie Murphy, Chris Rock, Kanye West, Stephen A. Smith, Peter Dinklage und Denzel Washington.
Pharoah wurde zu einem Internetphänomen, als seine Imitation von Barack Obama auf YouTube weithin sichtbar wurde.
Im Jahr 2010 wurde Pharoah von Saturday Night Live für die 36. Staffel der Show engagiert. Pharoah debütierte am 25. September 2010 bei Saturday Night Live und wurde von Rob Moynihan von TV Guide als der "bahnbrechende Spieler" dieser Staffel bezeichnet, da er Barack Obama, Ben Carson, Kanye West, Jay-Z, Stephen A. Smith, Will Smith, Eddie Murphy, Tracy Morgan, Chris Rock, Chris Tucker, Michael Strahan, Lil Wayne, Kendrick Lamar und Denzel Washington verkörperte. In der Premiere der 38. Staffel von SNL am 15. September 2012 gab er sein Debüt als Barack Obama und trat damit die Nachfolge von Fred Armisen an, das Magazin Rolling Stone bezeichnete ihn als den "Jimmy Fallon der 2 Chainz-Imitationen".
Pharoah trat in dem Independent-Film Lola Versus auf, der im Juni 2012 von Fox Searchlight Pictures veröffentlicht wurde. 2014 hatte er eine kleine Rolle in dem Buddy-Cop-Film Ride Along mit Ice Cube und Kevin Hart in den Hauptrollen und wirkte in dem Independent-Film Balls Out mit, einer Sportkomödie mit den SNL-Kollegen Beck Bennett und Kate McKinnon.
Im Jahr 2016 trat er in einem Werbespot für Old Navy auf, an der Seite der SNL-Kollegen Nasim Pedrad und Cecily Strong. Am 8. August 2016 wurde bekannt gegeben, dass Pharoah zusammen mit seinem Kollegen Taran Killam die Show vor der 42. Staffel verlassen würde. Pharoah moderierte die American Music Awards 2016 mit dem Model Gigi Hadid. Pharoah arbeitete mit dem Plattenproduzenten Myles William an seinem ersten Album.
Im Juni 2020, inmitten der anhaltenden Proteste gegen George Floyd, veröffentlichte Pharoah Filmmaterial, das zeigt, wie er im April 2020 vom Los Angeles Police Department mit vorgehaltener Waffe festgehalten wurde, wobei ein Beamter auf Pharoahs Nacken kniete, auf die gleiche Art und Weise wie bei der Ermordung von George Floyd. Pharoah hatte die allgemeine Beschreibung eines "schwarzen Mannes in grauer Jogginghose und grauem Hemd" erfüllt. Nachdem die Beamten Pharoahs Namen gegoogelt hatten, entschuldigten sie sich und ließen ihn gehen.

## Filmografie
- 2010–2016: Saturday Night Live (Fernsehserie, 128 Folgen)
- 2011: The Cookout 2 (Fernsehfilm)
- 2012: Lola gegen den Rest der Welt (Kinofilm)
- 2013: Underdogs (Kinofilm)
- 2014: Ride Along (Kinofilm)
- 2014: Portlandia (Fernsehserie, 1 Folge, Stimme)
- 2014: Top Five (Kinofilm)
- 2016: Get a Job (Kinofilm)
- 2016–2017: Legends of Chamberlain Heights (Fernsehserie, 20 Folgen)
- 2016: Sing (Kinofilm)
- 2016: Call of Duty: Infinite Warfare (Videospiel, Stimme)
- 2017: BoJack Horseman (Fernsehserie, 2 Folgen)
- 2017: White Famous (Fernsehserie, 10 Folgen)
- 2017–2020: Family Guy (Fernsehserie, 3 Folgen)
- 2018: Unsane – Ausgeliefert (Kinofilm)
- 2018: SuperMansion (Fernsehserie, 3 Folgen)
- 2018: Champaign ILL (Fernsehserie, 10 Folgen)
- 2019: How to Fake a War (Kinofilm)
- 2019: A Million Little Things (Fernsehserie, 2 Folgen)
- 2020: Bad Hair (Kinofilm)
- 2020: 2 Minutes of Fame (Kinofilm)
- 2020: Loafy (Fernsehserie, 4 Folgen)
- 2020: The Masked Singer (Fernsehsendung, Gastjuror, 2 Folgen)
- 2020–2021: Nickelodeon’s Unfiltered (Fernsehserie, 40 Folgen)
- 2020: All my Life (Kinofilm)
- 2021: Die Mitchells gegen die Maschinen (Fernsehfilm)
- 2021: Resort to Love (Fernsehfilm)
- 2022: Private Property
- 2022: The Blackening